# Telesync
Telesync (TS) er næsten det samme som et CAM. Der hvor det skiller sig ud er ved lyden. I et TS er der brugt en ekstern lydkilde til at optage lyden fra (for det meste output i stolene til hørehæmmede). Telesync's er for det meste også bedre kvalitet end CAM'S fordi de tit er optaget fra projektorbåsen med professionelt udstyr, dog kan kvaliteten variere stærkt.